# اورانیل فرمات
اورانیل فرمات (به انگلیسی: Uranyl formate) با فرمول شیمیایی (UO۲(CHO۲)۲·H۲O) یک ترکیب شیمیایی با شناسه پاب‌کم ۸۶۸۹۷ است. شکل ظاهری این ترکیب، پودر زرد است.